# Алфёров, Аркадий Николаевич
Арка́дий Никола́евич Алфёров  (1814—1872) — коллекционер и исследователь гравюр; землевладелец Сумского и Валковского уездов Харьковской губернии.

## Биография
Родился 21 мая (2 июня) 1814 года в селе Поповка Сумского уезда Харьковской губернии в семье архитектора и гравёра Н. Ф. Алфёрова.
Учился в 1-й Харьковской гимназии. Окончив обучение в одном из харьковских пансионов, поступил в 1832 году в Харьковский университет и окончил его словесное отделение в 1836 году. С 14 апреля 1838 года состоял почётным смотрителем Змиевского уездного училища.
Из-за болезни оставил занятия рисованием. 
С 1857 года и до конца своей жизни А. Н. Алфёров жил в Германии, пополняя своё собрание гравюр и картин известных художников.
Со времени начала реформ по освобождению крестьян уехал за границу, где и жил до самой смерти. Собирал гравюры и картины мзвестных художников. Свою коллекцию, которая насчитывала более 3 тысяч экземпляров (от Дюрера и Ботичелли до Брюллова и Айвазовского), завещал Харьковскому университету. Позже коллекция, опись которой занимает 640 страниц, стала значительной частью собрания Харьковского художественного музея; в музей поступило 50 живописных произведений, 420 листов оригинальной графики (рисунок, акварель) и около 3 тыс. гравюр западноевропейских и русских мастеров XVI—XIX вв. Во время Великой Отечественной войны коллекция сильно пострадала: сейчас она насчитывает 18 живописных произведений, около 150 листов оригинальной графики и более 2 тыс. гравюр. 

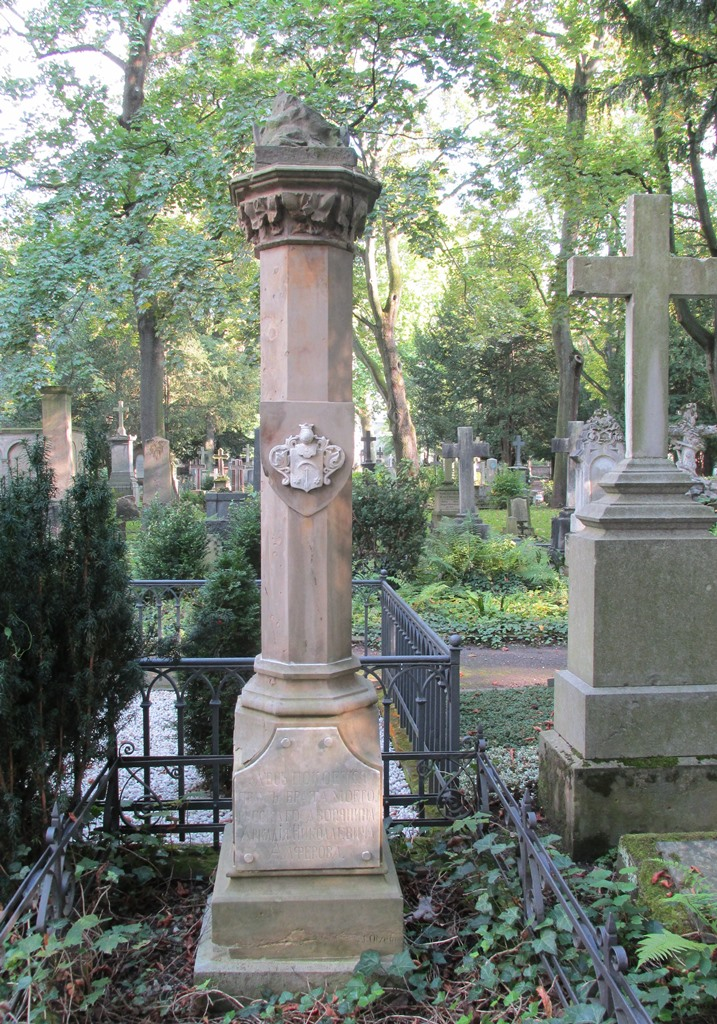
Памятник А. Н. Алферову на Старом кладбище в Бонне, воздвигнутый его братом.

Умер 30 июня 1872 года в Бонне, где и был похоронен на Старом кладбище.